# 维京袭击加利西亚和阿斯图里亚斯
维京对加利西亚和阿斯图里亚斯的袭击发生于844年，在冲突中，很多维京长船被摧毁，使得舰队被迫退至阿基坦。

## 袭击
公元844年，在这一时期对欧洲所有的沿海省份展开侵扰的维京人开始袭击伊比利亚半岛西北部的拉科鲁尼亚，对其郊外地区展开掠夺和焚毁活动。阿斯图里亚斯国王拉米罗一世（Ramiro I）以军队对其进行反击，以大量屠杀彻底击退了这些维京侵略者，并俘虏了其中的不少人，将其舰队中最好的船只焚毁。拉米罗一世的行动让维京人十分惊恐，此后拉米罗一世的统治地区再未受到维京人的侵扰。